# Kyln
El Kyln es una localidad ficticia del universo Marvel. Se trata de una instalación de generación de energía y a la vez, de una prisión de máxima seguridad. Está conformado por varias unidades de contención esféricas unidas ubicadas en el límite del Universo, justo al borde de la expansión (el “Crunch”).
Su mantenimiento está a cargo de muchas razas interestelares y todo tipo de autómatas mecánicos (robots voladores, nanotecnología, etc.), su arquitecto original es desconocido (ni siquiera Galactus el Devorador de Mundos lo sabe). Previa a la Ola de Aniquilación, servía a dos propósitos fundamentales:
1. Generación de energía y su distribución entre los mundos vecinos. Se presume que las Kyln drenan energía de la interacción entre la materia y la antimateria.
2. Ser una prisión intergaláctica inexpugnable, capaz de albergar a muy poderosos prisioneros. Su extensión y capacidad son desconocidas, pero ha demostrado el poder de mantener encerrados a cientos de muy peligrosas entidades biológicas como el Power Skrull y Gladiador, así como también a Tenebrous de la Oscuridad Interior y Aegis, Señora de Todas las Aflicciones. Este par de entidades cósmicas fueron atrapadas allí por Galactus antes de la implementación tecnológica de la prisión. Las Kyln además guardaban a una encarnación del Todopoderoso Beyonder.

Actualmente el Kyln están en ruinas como resultado de la Ola de Aniquilación.

## En otros medios

### Cine
- El Kyln aparece en la película Guardianes de la Galaxia (2014). En la película, Peter Quill, Gamora, Rocket Raccoon y Groot son llevados a está prisión por el Cuerpo Nova. Se encuentran con muchos prisioneros, hasta Drax el Destructor, quién quería vengarse de Ronan por la muerte de su familia. Rocket, Quill, Gamora y Groot formaron un plan para escapar y Drax también se va con ellos. No mucho después de su huida, Ronan y sus fuerzas Sakaarans invadieron a los Kyln en su búsqueda de Gamora y el Orbe. Muchos prisioneros y guardias fueron asesinados, y otros fueron interrogados para obtener información sobre el paradero de Gamora. Nebula recibió la noticia de una nueva flota del Cuerpo Nova enviada para retomar la prisión. Para asegurarse de que no había ninguna posibilidad de que alguien en la prisión informara al Cuerpo Nova de su objetivo, Ronan ordenó a Nebula que destruyera el lugar antes de que se fueran, lo que supuestamente implicó a matar a todos los prisioneros y guardias restantes.